# Tylodexia precedens
Tylodexia precedens är en tvåvingeart som först beskrevs av Walker 1859.  Tylodexia precedens ingår i släktet Tylodexia och familjen parasitflugor. Inga underarter finns listade i Catalogue of Life.